# Film familijny

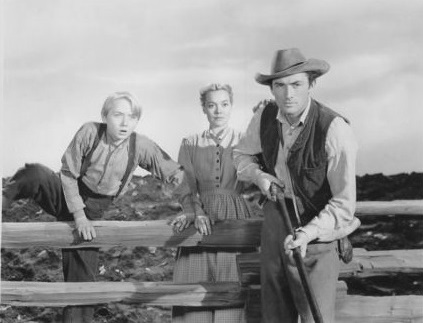
Kadr z filmu familijnego Roczniak (1946)

Film familijny, film rodzinny (ang. children’s film, family film) – gatunek filmowy, który zawiera treści dotyczące świata dzieci lub odnosi się do nich w kontekście domu i rodziny. Film familijny jako gatunek skierowany jest przede wszystkim do dzieci, jak również dla szerokiej publiczności. Filmy familijne realizowane są według zróżnicowanej formy gatunku filmowego (m.in. fantasy, animacja, realizm, wojenne, muzyczne oraz jako adaptacje literatury).